# Zelotes longinquus
Zelotes longinquus är en spindelart som först beskrevs av Ludwig Carl Christian Koch 1866.  Zelotes longinquus ingår i släktet Zelotes och familjen plattbuksspindlar.
Artens utbredningsområde är Algeriet. Inga underarter finns listade i Catalogue of Life.